# Hesperantha schelpeana
Hesperantha schelpeana är en irisväxtart som beskrevs av Olive Mary Hilliard och Brian Laurence Burtt. Hesperantha schelpeana ingår i släktet Hesperantha och familjen irisväxter. Inga underarter finns listade i Catalogue of Life.